# Heinrich Lübke
Heinrich Lübke (ur. 14 października 1894 w Sundern, zm. 6 kwietnia 1972 w Bonn) – polityk CDU, federalny minister rolnictwa (1953-1959), prezydent Niemiec w latach 1959–1969.

## Życiorys

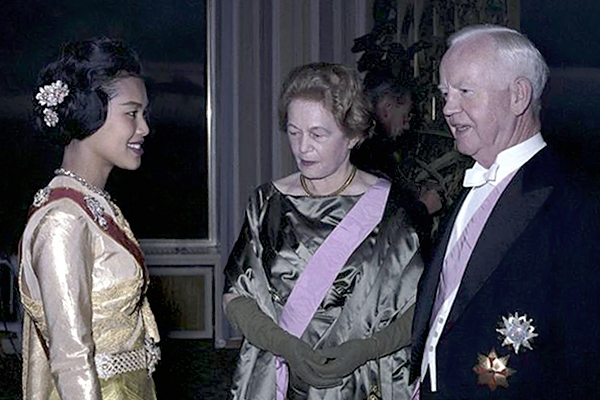
Heinrich Lübke z żoną podczas spotkania z królową Tajlandii Sirikit (1960)

Lübke był siódmym z ósemki dzieci szewca Friedricha Lübke (1855–1902) i jego żony Karoline Becker (1859–1922). Studiował rolnictwo, geodezję, ekonomię i prawo administracyjne. Początkowo pracował jako geodeta i inżynier budownictwa. Od 1923 działał w organizacjach rolniczych. W 1926 był współzałożycielem Niemieckiego Związku Rolników (niem. Deutsche Bauernschaft) i jego przewodniczącym do 1933.
W 1931 został wybrany do pruskiego Landtagu z ramienia partii Zentrum. Po dojściu nazistów do władzy pozbawiony wszystkich funkcji publicznych, a następnie w 1934 aresztowany pod zarzutem rzekomej korupcji, spędzając w areszcie ponad 20 miesięcy. Po wyjściu na wolność początkowo bezrobotny, następnie pracował w gospodarstwie rolnym swojego brata Friedricha niedaleko Flensburga. 
Nie został powołany do służby wojskowej, a od wybuchu wojny pracował w berlińskim biurze architektoniczno-inżynierskim Waltera Schlemppa, zajmował się  planowaniem i budową obiektów cywilnych i wojskowych (w tym budową mieszkań dla zagranicznych robotników przymusowych), najpierw w Peenemünde, a od 1943 w środkowych Niemczech.
W 1945 został członkiem CDU. W 1946 został wybrany do landtagu Nadrenii Północnej-Westfalii, a od 1947 do 1952 był ministrem żywności, rolnictwa i leśnictwa w rządzie landowym. Od 1953 do 1959 sprawował funkcję federalnego ministra ds. wyżywienia, rolnictwa i leśnictwa. 

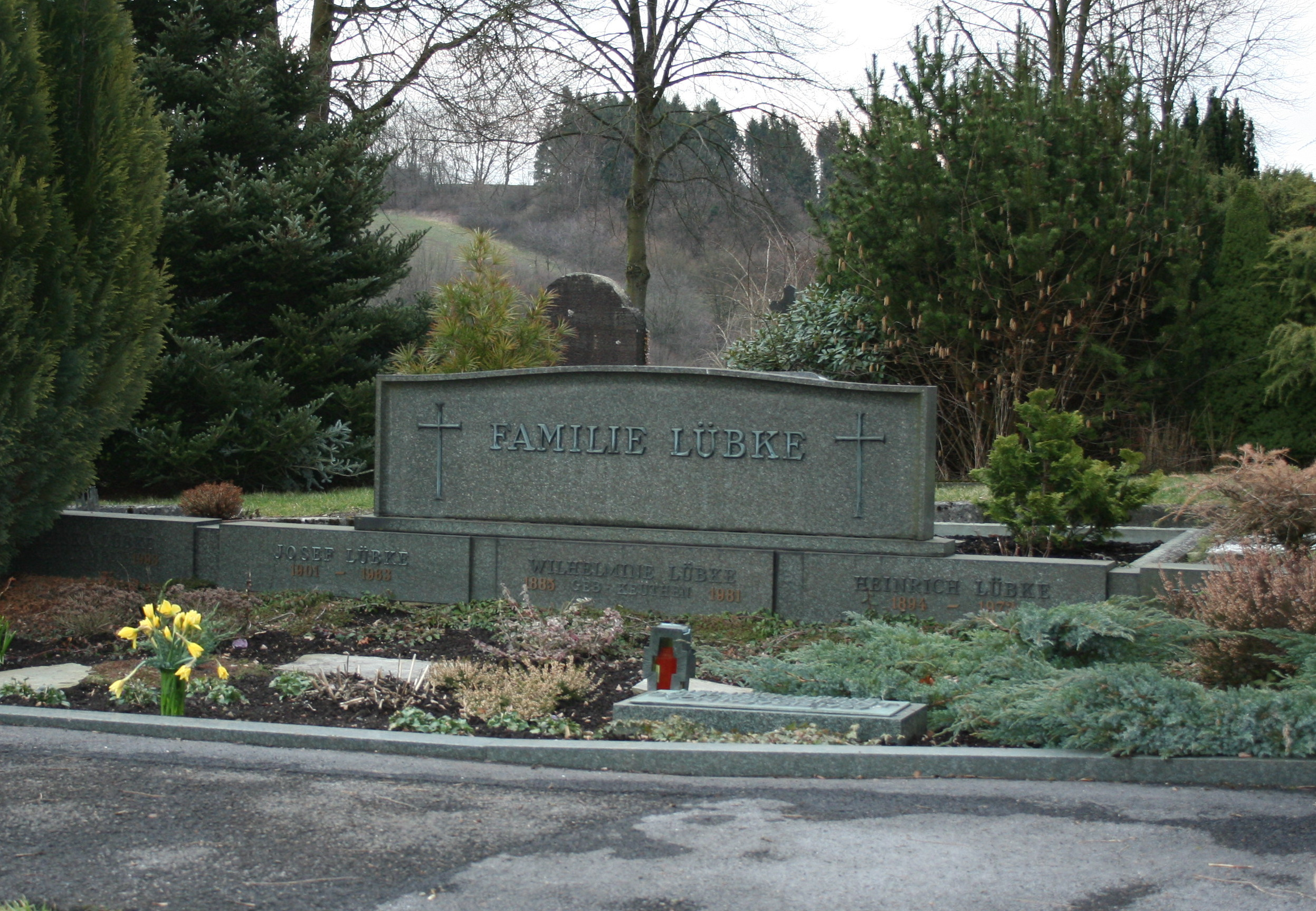
Grób rodzinny Heinricha Lübke

W latach 1959–1969 był prezydentem Republiki Federalnej Niemiec. Ze względów zdrowotnych zrezygnował ze stanowiska przed upływem kadencji. W czasie sprawowania prezydentury zasłynął z wielu spektakularnych gaf, m.in. podczas wizyty w Liberii miał rozpocząć przemówienie od słów: „Panie i Panowie! Kochani Murzyni”. Przez wpadki językowe polegające na dosłownym tłumaczeniu niektórych niemieckich zwrotów i idiomów na angielski, powstało żartobliwe określenie - Lübke Englisch.
W ostatnich latach życia cierpiał na demencję i chorobę Alzheimera. Zmarł w wieku 77 lat na skutek komplikacji po przebytej operacji raka żołądka. Pochowany na cmentarzu w Enkhausen. Był żonaty z nauczycielką Wilhelmine Keuthen (1885-1981). Małżeństwo pozostało bezdzietne.